# James I-land
James I-land (Noors: James I Land) is een landstreek op het eiland Spitsbergen, dat deel uitmaakt van de Noorse eilandengroep Spitsbergen. Het schiereiland is vernoemd naar Jacobus I van Engeland. Het zuidelijk deel ligt in Nationaal park Nordre Isfjorden.
In James I-land bevindt zich de Ahlmannfjellet.
Het schiereiland wordt aan de noordzijde begrensd door de gletsjers Holtedahlfonna, bovendeel Abrahamsenbreen, Ruskbreen, Lisbetbreen tot Vestfjorddalen, aan de oostzijde door de gletsjer Universitetsbreen, via dal Mariskaret, dal Dicksondalen, fjord Dicksonfjorden, aan de zuidzijde door fjord Nordfjorden, in het zuidwesten door gletsjers Sveabreen en Kongsvegen, en in het noordwesten de gletsjers Kronebreen en Holtedahlfonna. Ten noordwesten van James I Land ligt het Haakon VII-land, ten noordoosten Andréeland, ten oosten Dicksonland, ten zuiden aan overzijde fjord het Nordenskiöldland en ten zuidwesten het Oscar II-land.